# Ficus vasculosa
Ficus vasculosa là một loài thực vật có hoa trong họ Moraceae. Loài này được Wall. ex Miq. mô tả khoa học đầu tiên năm 1848.